# Rodman
Rodman – miasto w hrabstwie Jefferson, w stanie Nowy Jork, w Stanach Zjednoczonych. Według danych z roku 2000 liczyło 1147 mieszkańców. Miasto znajduje się na południowej granicy hrabstwa.

## Historia
Teren został zamieszkany po raz pierwszy około 1801 roku. Rodman uzyskało prawa miejskie w 1804 roku. Miasto zwane jest też Harrison.

## Geografia
Powierzchnia miasta wynosi 109,5 km² w tym 0,02% to wody powierzchniowe.
Miasto znajduje się na północ od Syracuse w stanie Nowy Jork i na południe od Watertown. Wschodnia część miasta jest granicą hrabstwa Jefferson i hrabstwa Lewis. Miasto przecina New York State Route 177.